# Гарден-Ридж (Техас)
Гарден-Ридж (англ. Garden Ridge) — місто (англ. city) в США, в окрузі Комал штату Техас. Населення — 4186 осіб (2020).

## Географія
Гарден-Ридж розташований за координатами 29°38′11″ пн. ш. 98°17′33″ зх. д. / 29.63639° пн. ш. 98.29250° зх. д. (29.636465, -98.292472).  За даними Бюро перепису населення США в 2010 році місто мало площу 18,98 км², з яких 18,42 км² — суходіл та 0,56 км² — водойми.

## Демографія
Згідно з переписом 2010 року, у місті мешкало 3259 осіб у 1230 домогосподарствах у складі 1087 родин. Густота населення становила 172 особи/км².  Було 1279 помешкань (67/км²).
Расовий склад населення:
| - 85,1 % — білих - 8,6 % — чорних або афроамериканців - 2,2 % — азіатів - 0,5 % — корінних американців - 0,3 % — вихідців з тихоокеанських островів - 2,1 % — осіб інших рас |

До двох чи більше рас належало 1,1 %. Частка іспаномовних становила 15,1 % від усіх жителів.
За віковим діапазоном населення розподілялося таким чином: 19,0 % — особи молодші 18 років, 63,2 % — особи у віці 18—64 років, 17,8 % — особи у віці 65 років та старші. Медіана віку мешканця становила 50,6 року. На 100 осіб жіночої статі у місті припадало 97,5 чоловіків;  на 100 жінок у віці від 18 років та старших — 92,8 чоловіків також старших 18 років.
Середній дохід на одне домашнє господарство  становив 149 923 долари США (медіана — 123 611), а середній дохід на одну сім'ю — 154 920 доларів (медіана — 131 625). Медіана доходів становила 102 188 доларів для чоловіків та 66 579 доларів для жінок. За межею бідності перебувало 1,1 % осіб, у тому числі 0,0 % дітей у віці до 18 років та 0,0 % осіб у віці 65 років та старших.
Цивільне працевлаштоване населення становило 1332 особи. Основні галузі зайнятості: освіта, охорона здоров'я та соціальна допомога — 25,9 %, науковці, спеціалісти, менеджери — 13,3 %, будівництво — 9,8 %, публічна адміністрація — 9,5 %.